# 도마리촌 (홋카이도 네무로 진흥국)

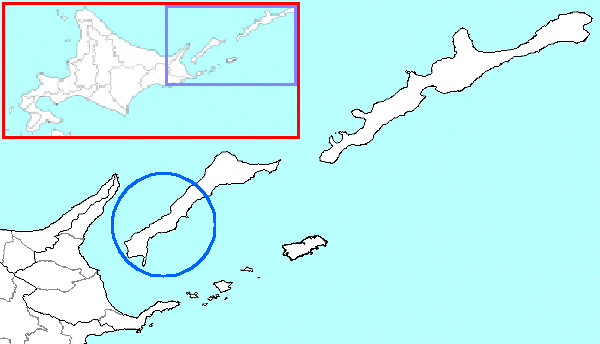
도마리 촌의 위치

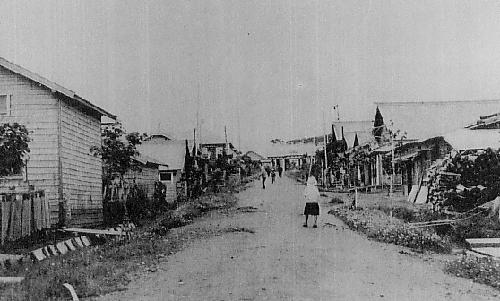
전쟁 전의 도마리촌

도마리촌(일본어: 泊村)은 일본 홋카이도 네무로 지청 관내의 구나시리군에 속하고 있으며, 서쪽 반을 차지하는 촌이다.
이 지역은 러시아의 실질적인 지배 상태에 있다. 해당 지역의 영유권에 관한 자세한 것은 쿠릴 열도 및 쿠릴 열도 분쟁 및 의 항목을 참조하라. 2023년 현재 도마리촌을 포함한 북방 영토에는 일본의 행정권이 미치지 않으며, 법령상만 존재하는 촌이다.

## 지리
과거 지시마국의 일부로 구나시르 섬 서부에 위치한다. 현재는 네무로 진흥국의 관할이다.

### 인접한 자치체
- 네무로 지청
  - 구나시리군: 루요베쓰촌

## 역사
1923년 도마리촌(泊村), 도후쓰촌(東沸村), 베토가촌(米戸賀村), 지후카리베쓰촌(秩苅別村)이 합병해 2급 정촌으로서 성립하였다.

### 인구
| 1926년 | 4,449명 | 세대수759 |
| 1931년 | 4,670명 | 세대수846 |
| 1935년 | 5,644명 | 세대수950 |
| 1945년 | 4,650명 | 세대수940 |

루오베쓰촌 현황요람（1945年는 추정 가구수 및 인구）

## 참고문헌
- 日本歴史地名大系 I 「北海道の地名」（平凡社）p.1579-1586
- 角川日本地名大辞典 北海道 p.1336-1337

1. ↑  根室振興局管内 市町村行財政概要 令和3年度（2021年度）版 10ページ（一覧の面積は国土地理院資料）. 北海道根室振興局